# سیارک ۴۶۴۵
سیارک ۴۶۴۵ (به انگلیسی: 4645 Tentaikojo، نامگذاری:۱۹۹۰SP4) چهار هزار و ششصد و چهل و پنجمین سیارک کشف شده‌است که در ۱۶ سپتامبر ۱۹۹۰ کشف شد.
قدر مطلق سیارک برابر ۱۲٫۰۰ است.